# ليزي لويد كينج
إليزابيث لويد كينغ (وُلدت عام 1847) كانت قاتلة تشارلز جودريش، ويقال إنها أطلقت عليه ثلاث رصاصات في الرأس في 20 آذار 1873 في بروكلين، نيويورك، الولايات المتحدة.
كانت الجريمة عنوانًا رئيسيًا في المدينة حتى تم القبض عليها بعد أكثر من ثلاثة أشهر من الحادثة. أثارت جلسة التحقيق العامة الخاصة بها حضورًا جماهيريًا كبيرًا، كما أن خطب الكنيسة التي ألقاها السجناء جذبت طلبات حضور من العامة، وتم السماح للبعض بالدخول.
بعد قضائها سنة في السجن، أظهرت التقييمات النفسية أنها غير مؤهلة للمثول أمام المحكمة، فحُكم عليها بالسجن المؤبد في مستشفى الأمراض العقلية في ولاية أوبورن.
عُقد تحقيقها في نفس اليوم ونفس المحكمة التي أُجري فيها تحقيق ماري آن دواير، التي قتلت أطفالها الثلاثة، مما جعل القصة أكثر إثارة لصحافة نيويورك. وكان عنوان قصة صحيفة نيويورك تايمز في اليوم التالي "امرأتان مجنونتان".
رئيس الشرطة الذي تولى قضيتها، باتريك كامبل، استذكر قضيتها بعد عقود واصفًا إياها بأنها "قضية عظيمة"، ومن أكثر القضايا التي لا تُنسى في مسيرته المهنية.

## الوصف
وُصفت كينغ بأنها "امرأة استثنائية"، "ذات ملامح جذابة، وسلوك وشكل، وكانت موسيقية بارعة". وكانت أيضًا ذكية:
عندما كانت في الثامنة عشرة من عمرها، عادت إلى المدرسة مجددًا؛ درست بجد شديد، وتخرجت في مقدمة صفها الذي ضم أربعة عشر أو خمسة عشر فتاة.
— صحيفة نيويورك تايمز

## حياتها المبكرة

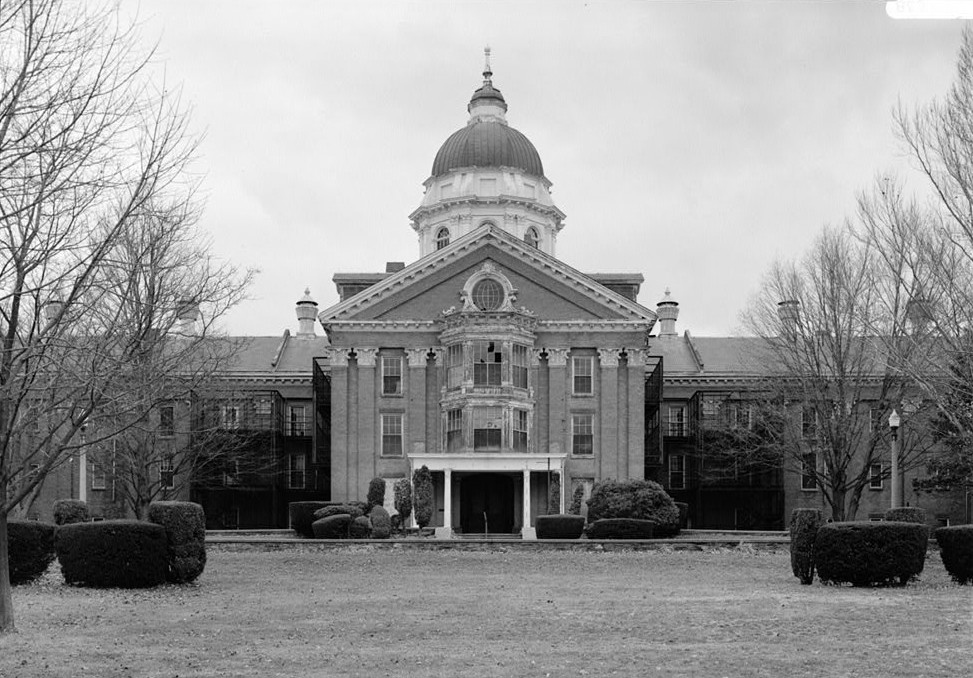
ملجأ الأمراض العقلية في تاونتون، والمعروف الآن باسم مستشفى ولاية تاونتون.

وُلدت كينغ باسم إليزابيث لويد كينغ في بليموث، ماساتشوستس لآيزاك ب. كينغ وهارييت أ. هويت، وكان لديها أخت أكبر منها. وُصفت طفولتها بأنها طبيعية، حيث لم تستطع والدتها تذكر أن كينغ "قالت كلمة غير محتشمة قط". بعد البلوغ، "أصبحت أكثر غرابة وعدم طبيعية"، وعاشت فترة شباب مضطربة، حيث كانت تترك المدرسة وتعود إليها حسب مزاجها. وعندما كانت في المدرسة، كانت تتفوق في دراستها.
غادرت منزلها بعد ذلك بفترة قصيرة. في 25 نيسان 1867، أودعها محكمة وصاية في بوسطن في مستشفى تاونتون للأمراض العقلية، وخلال هذه الفترة كانت تعرف أيضًا باسم أليس هوارد.
الطبيب المعالج لها كان نورتون فولسوم، الذي أشار إلى أن "شكل مرضها كان الهوس، والذي ظهر من خلال الإثارة، وسرعة الغضب، وعدم ترابط الكلام، والسلوك العنيف"، وأن حالتها "ناتجة عن مرض خاص بالإناث".
وأشار إلى أنه بحلول 10 أيار 1867، بدت أفضل. وتم إخراجها في 10 أيلول 1867. ومنذ ذلك الحين وحتى عام 1873، عملت كصانعة قبعات ومعلمة في مدينة نيويورك، وفيلادلفيا، وهارتفورد، ولم تعد إلى مسقط رأسها خلال هذه الفترة.

## علاقتها بتشارلز جودريش
في مدينة نيويورك، كانت تسكن مع ماري هاندلي في 45 شارع إليزابيث من شباط 1872 حتى أواخر حزيران أو أوائل تموز من ذلك العام.
كانت هاندلي تعرف كينغ باسم كيت ستودارد، وهو اسم مستعار استخدمته مؤخرًا، وكان الاسم الذي كانت تعرف به في ذلك الوقت. كانت نزيلة في بيت العاملات، وعملت كصانعة قبعات من القش في مستودع عند زاوية برودواي وشارع سبرينغ.
التقت كينغ بتشارلز جودريش بعد استجابتها لإعلان شخصي في صحيفة، وعرفت نفسها له باسم كيت ستودارد. نشأت علاقة بين كينغ والأرمل جودريش، وكان ذلك قبل أوائل عام 1872 على الأكثر. في رسالة إلى جودريش من أوائل 1872، تشير كينغ إليه بـ "عزيزي تشارلي".
كتبت كينغ سبع رسائل أخرى إلى جودريش بين ذلك الوقت وآذار 1873، وكان يكتب إليها خمس مرات. كانت توقع رسائلها باسمي آمي، وأحيانًا كيت. تشير الرسائل إلى أنهما تزوجا في 20 أيار 1872، وبعدها كانت توجه رسائلها إليه بعنوان "زوجي الحبيب". وكان جودريش يذكر كينغ دائمًا باسم "آمي" في رسائله إليها.
كشفت رسائلها أنها من حزيران 1872 إلى شباط 1873، كانت تعيش في منزل في شارع ديغرو.
رسالته الثانية لها بعد زواجهما تقول "من الأفضل لكلينا أن نفترق". وآخر رسالة كتبها لكينج تعبر عن نيته توفير غرفة لها في مدينة نيويورك ومساعدتها ماليًا، إذا توقفت عن اعتبار نفسها زوجته، ولم تذكر علاقتها له لأسرته.

### الطرد، ورسالة إلى ويليام جودريش
رفضت كينغ هذا الاقتراح، وفي مساء 15 شباط 1873 كتبت رسالة إلى شقيقه ويليام دبليو. جودريش، أرسلتها إلى مكتبه.
في تلك الرسالة، كشفت كينغ عن العديد من الأمور، منها أنها كانت تعيش في ثالث منزل براونستون من الجادة الخامسة في شارع ديغرو.
سبع وحدات قد بُنيت وامتلكها تشارلز جودريش، وتم الانتهاء منها في خريف 1872؛ وكان قد استقر في الوحدة رقم 731 شارع ديغرو. 
وأشارت الرسالة أيضًا إلى أن جودريش قد تزوج كينغ في ما عرفت الآن بأنه زواج صوري، لأن القسيس الذي أجرى مراسم الزواج كان روبن سميث، طبيبًا وصديقًا لجودريش.
كما تشير إلى أن جودريش عاملها بقسوة، وأنهما أنجبا طفلًا في كانون الأول، وأنه في يوم كتابة الرسالة طردها، وألقى حقائبها وملابسها في وحدة أخرى. واشتكت من أنها لا تملك أصدقاء ولا مال، وأن "الأمر يبدو وكأنه كابوس رهيب". ووقعت الرسالة باسم آمي ج.، في إشارة إلى جودريش.
بناءً على طلب شقيقه، انفصل تشارلز جودريش مؤقتًا عن كينغ لمدة أسبوع تقريبًا، لكنها عادت لتعيش معه لبضعة أيام على الأقل قبل أن تُطلق عليه النار.

## إطلاق النار والتحقيق
عندما حاول جودريش في النهاية إنهاء العلاقة وطردها من منزله، أطلقت عليه كينغ ثلاث رصاصات في الرأس. حدثت الجريمة في منزله. نزلت كينغ إلى القبو، وتبعها جودريش خلال مشادة بينهما. أصرّ على أن تغادر منزله، وأكد أنه "سيفعل كل ما يستطيع من أجلها". عند ذلك، أطلقت عليه الرصاص في الرأس، وسحبت جثته قرب موقد المدفأة، ونظفت الدماء.
أجرى الشرطة تفتيشًا للمنزل وعثروا على مجموعة رسائل موقعة بـ "الاسم المسيحي فقط للكاتب" (أي الاسم الأول).
في الأيام الأولى من التحقيق، افترض البعض أن جودريش انتحر. كشفت التحقيقات بعد الوفاة أنه قد أُطلق عليه ثلاث رصاصات، و"الطلقات الثلاث في الدماغ... كانت قاتلة لنظرية الانتحار كما كانت قاتلة للضحية". استمر آخرون في التمسك بنظرية الانتحار؛ إذ زُعم أنه أطلق النار على نفسه مرة، وأن الشخص الذي وجده أطلق عليه الرصاص مرتين أخريين ليظهر الأمر كجريمة قتل، ثم مسح الدماء. بحلول 25 آذار، تم التخلي عن هذا الافتراض.
رغم استجواب الجيران يوميًا حتى 26 آذار، لم يُمكن التوصل إلى رواية دقيقة للأحداث بسبب تعارض المعلومات التي قدموها. كان هناك إجماع على أن امرأة كانت إما تزور أو تسكن في منزل جودريش، لكن لم يكن معروفًا عنها الكثير:
"لدينا القليل جدًا لنستند إليه، ولا يوجد أحد ليعطينا أي معلومات. إذا كانت هذه المرأة تزور أو تقيم في المنزل كما يُزعم، أظن أنه ليس من الغريب أن يعرف أحدهم اسمها أو مكان انتمائها، سواء ولاية أو مدينة. والآن، أقول بوضوح أنه لا يوجد أحد ليعطينا أي معلومات عن هذه المرأة أو عن مكان انتمائها، رغم كل ما قيل عن الرسائل وكل ذلك. لا يُعرف أي اسم. أتمنى لو كان معروفًا؛ كانت الصحف ستنشره بسرعة كبيرة."
— صحيفة نيويورك تايمز
وافق الجيران أيضًا بالإجماع على فرضية أن الأمر كان جريمة قتل، وأن المرأة كانت "معنية مباشرة بالقضية".

### عرض المكافأة
ُنقل جثمان جودريش من مسكنه في الساعة الخامسة مساءً من 22 آذار، ووُضع في عربة نقل الموتى، ونُقل إلى شارع كمبرلاند، إلى منزل شقيقه ويليام جودريش.
أُقيمت الجنازة هناك بعد ظهر 23 آذار، ثم نُقل جثمانه في قطار ذلك المساء إلى ألباني، حيث دُفن في قبر عائلي في اليوم التالي.
بعد ثلاثة أيام، عرض ويليام جودريش مكافأة قدرها 2500 دولار للقبض على المرأة التي أرسلت له الرسالة.
في 2 تموز 1873، أقر مجلس بروكلين بالإجماع عرض مكافأة إضافية بقيمة 1000 دولار للقبض على كينغ، ليصبح مجموع المكافأة 3500 دولار.
كانت كينغ المشتبه بها الأساسية منذ بداية التحقيق، بحسب صحيفة نيويورك تايمز:
```
"كانت التطورات أمس تافهة وغير مهمة، وتهدف فقط إلى تعزيز التواطؤ الذي لا يمكن إنكاره لامرأة، ووجودها في المنزل ليلة القتل."
```

```
— صحيفة نيويورك تايمز
```

تم اعتبار اسم كيت ستودارد أولى المشتبه به في جريمة القتل عندما عُثر على مجموعة شعرية في منزل جودريش من قبل المحققين فولك وفيديتو أثناء بحثهما عن الأدلة. وُجد اسمها مكتوبًا على إحدى صفحات الكتاب.
بحلول 1 نيسان 1873، تم اقتراح عدة مشتبه بهم في الجريمة: إنجليزي يُدعى بارنيت أو باريت؛ رجل يُدعى جيمس، يستخدم الاسم المستعار "بوب" تيغ، ومُقتحمان آخران؛ إسباني يُدعى روسكو؛ وكيت ستودارد، بناءً على عدة رسائل وُجدت خلال التحقيق الأولي لمسرح الجريمة.
اشتُبه في روسكو بناءً على مقابلة أجراها رئيس الشرطة باتريك كامبل مع لوسيت مايرز، التي اقترحت أن جودريش "تبع إلى منزله وقتل على يد رجل—عدو".
بدأت الجهود الشرطية تتعرض للنقد، بعد فشلها في القبض على مشتبه به صالح أو حتى ترشيحه. عندما قبض محقق من نيويورك على فرنسي يُدعى تشارلز دالزين، من "هايتي، جزر الهند الغربية" (كما ورد)، مخطئًا في اعتقاده بأنه روسكو،
كما لاحظت صحيفة نيويورك تايمز:
```
"تم تقليد المحقق النيويوركي أمس جهود محققي بروكلين الخرقاء وغير الفعالة."
```

```
— صحيفة نيويورك تايمز
```

كانت لوسيت أرمسترونغ محتجزة في السجن في ذلك الوقت، غير قادرة على دفع كفالة قدرها 1000 دولار. رفضت الإفصاح عن معلومات كانت تدعي معرفتها بها عن الجريمة.
لجأت الشرطة إلى استخدام محققة سرية أنثى، وصفتها الصحافة بـ "السترة"، "ومن خلال مكائدها كان من المتوقع بثقة أن تُجبر السيدة أرمسترونغ على الإفصاح عن كل ما يُفترض أنها تعرفه عن جريمة قتل جودريش".
وُضعت المحققة في نفس الغرفة مع أرمسترونغ، متنكرة كشاهدة تدعى لوسي في قضية مدنية، لكنها فشلت في استخراج أي حديث ذي صلة من أرمسترونغ.
قدم والد جودريش طلبًا إلى الطبيب الشرعي وايتهيل في 19 نيسان 1873 لفحص المسدس المستخدم في الجريمة.
وأكد أنه ليس مسدس ابنه، الذي "كان له مقبض أبيض، من العاج أو اللؤلؤ، بينما هذا مصنوع من الخشب".
كان مكان مسدس الابن مجهولاً. أكدت لوسيت مايرز رواية الأب في أيار.
تم تجاهل فرضية اللصوص إلى حد كبير لعدم مصداقيتها في هذا الوقت. كانت هناك قصص مختلفة معروفة عن روسكو، وبحلول تموز 1873، اعتُبر شريكًا لكينغ في جريمة القتل.
بعد فشلهم في العثور على ستودارد، المشتبه بها الرئيسية في القضية، وظفت الشرطة ماري هاندلي، وجعلوها محققة لرئيس الشرطة، ودفعت لها راتبًا يوميًا قدره دولارين لمدة 40 يومًا.
كشفت هاندلي للشرطة أنها كانت "صديقة حميمة" لكينغ، وتوجهت إلى الشرطة للمساعدة في البحث عنها. في البداية، واجهت مشاكل عديدة كما فعل المحققون الآخرون في القضية، لكن بعد تلقي تلميح عام "يتعلق بالأماكن التي اعتادت كيت ستودارد زيارتها"، بدأت هاندلي بالعودة إلى الطريق الصحيح.
ذهبت إلى جلينز فولز، غلوفرسفيلوألباني، لكن دون جدوى.

### القبض عليها

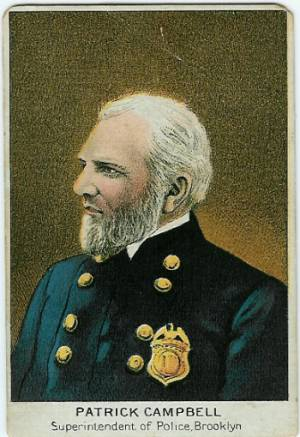
باتريك كامبل، رئيس شرطة بروكلين في عام 1873، سيصبح فيما بعد مشرفًا لشرطة بروكلين.

صدفةً، في ظهيرة ٨ تموز ١٨٧٣ كانت هاندلي عائدة إلى بروكلين من مانهاتن عبر عبّارة فولتون، وعندما خرجت من بوابات رصيف العبّارة، رأت كينغ متجهة نحو هناك، على ما يبدو في طريقها إلى مانهاتن.
طلبت هاندلي من الضابط دوهيرتي، الضابط المناوب في العبّارة، اعتقال كينغ.
وبعد بعض الإقناع، فعل ذلك وأخذ كل من هاندلي وكينغ إلى مركز شرطة المنطقة الثانية في بروكلين، في شارع يورك. وأثناء الطريق، شوهدت كينغ وهي تلقي عدة رسائل في الشارع، وقد قام الضابط بجمعها.
قدّمت هاندلي كينغ إلى رئيس الشرطة كامبل والنقيب جيمس مكونيل باعتبارها الهاربة كيت ستودارد.
جرت مقابلة مع كينغ، لكنها أنكرت التهمة بأنها كيت ستودارد. لاحظ كامبل قلادة ذهبية كبيرة معلقة على عنقها، وطلب رؤيتها. أنكرت كينغ، لكن كامبل أخذها على أي حال.
وبعد تلاعب بها لبعض الوقت، انفتحت القلادة وسقط بعض محتوياتها على الأرض. التقطتها كينغ وأكلتها. كانت رقائق من دم مجفف. وعند سؤالها من قبل الرئيس، أجابت "هذا دم—دم مجفف"، ثم رفضت الإجابة على أي أسئلة أخرى.
نُقلت لاحقًا إلى سجن شارع ريموند. في هذه الأثناء، فحص كامبل الرسائل، التي كانت موجهة لأشخاص في مانهاتن ونيوجيرسي، واستنتج أن كينغ تقيم في بروكلين.
في هذا الوقت، كانت الشرطة متحفظة مع وسائل الإعلام، إذ لم تكن قد حددت هوية المرأة بعد. وكانت الشرطة قد اعتقلت بالخطأ لوسيت مايرز في وقت سابق من التحقيق، مما سبب لهم إحراجًا.
... تتفاوت إجاباتهم على كل الأسئلة المتعلقة بالأمر بين تحايل ضعيف وإنكار قاطع. النقيب مكونيل من المنطقة الثانية ورؤساؤه يعبرون عن دهشتهم من الاشتباه بهم بإدارة أي سجين مرتبط بقضية جودريش؛ رئيس الشرطة كامبل ومحاققيه لا يعرفون، أو يدّعون أنهم لا يعرفون، شيئًا عن الاعتقال ...
— صحيفة نيويورك تايمز
واصل المحققون البحث عن روسكو، الذي أصبح يُعتبر أسطورة في بعض الأوساط، واستدعى الدكتور روبن سميث وتشارلز غرين إلى مركز الشرطة.
كان سميث وغرين أصدقاء لتشارلز جودريش، والتقيا بكينغ خلال علاقتها بجودريش. وهذا سمح للشرطة بتحديد هوية المرأة في السجن على أنها ستودارد، التي كانوا يعرفون أنها كاتبة رسائل آمي ج.

### التعرف على الهوية
تأكدت هويتها بشكل قاطع بحلول ١١ تموز ١٨٧٣، واعترفت كينغ بأنها كيت ستودارد وبقتل جودريش.
كما اعترفت بأنها كانت تقيم في منزل الأرملة آن تايلور، في ١٢٧ شارع هاي في بروكلين، وهو منزل من ثلاثة طوابق مبني من الطوب بالقرب من شارع جاي.
شهدت ابنة تايلور، آنا نايت، لاحقًا في التحقيق، مشيرة إلى أن كينغ استخدمت الاسم المستعار ميني والتام في ارتباطها بتايلور.
كانت كينغ تعيش في شارع هاي منذ الأسبوع الثالث من نيسان، واستمرت في العمل في مانهاتن. ولكن بحلول حزيران، توقفت عن التنقل للعمل، وبدأت تعمل من غرفتها في منزل تايلور.
كان لديها علاقة ودية ومتكررة مع عائلة تايلور، الذين لم يكونوا على علم بهويتها الحقيقية؛ وأصبحوا قلقين بشأن اختفائها في ٨ تموز ١٨٧٣، لكن أصدقاء كينغ اقترحوا أنها ذهبت لزيارة والديها، الذين قالت إنهم يعيشون في ترنتون (نيوجيرسي).
علموا بأمر اعتقالها من الشرطة بعد يومين، وعندما أُرسل ضابط إلى منزل تايلور بناءً على الاعتراف.
تم استدعاء تايلور إلى مركز المنطقة الثانية للتحقيق، حيث تعرفت على كينغ باسمها المستعار ميني والتام.

### الأدلة
نفذ ضابط شرطة ومحقق تفتيشًا لغرفة كينغ في منزل تايلور، حيث عثروا على صندوقين، احتوى أحدهما على ساعة ومحفظة ومسدس وخاتم وختمين، جميعها من ممتلكات جودريش، وصودرت كأدلة.
```
إذا كانت الشرطة تشك في اعترافها، فها هنا دليل مؤكد لا لبس فيه، وفي لحظة اختفى كل الغموض المحيط بالقضية.
```

```
— صحيفة نيويورك تايمز
```

حث أصدقاء هاندلي على التقدم للحصول على المكافأة.
بحلول وقت اعتقالها، كانت كينغ قد عادت لاستخدام اسم ليزي لويد كينغ، وتخلت عن الاسم المستعار ستودارد. كانت مهتمة بأخبارها، وطلبت الصحف اليومية أثناء وجودها في السجن.
```
بعد الشاي في السجن، قُدمت لها، بناءً على طلبها، الصحف المسائية، وجلست تحت ضوء الغاز في الممر قرب الزنزانة، وقرأت بحماس تقارير جلسات التحقيق السابقة، وكل ما يتعلق بها.
```

```
— صحيفة نيويورك تايمز
```

## التحقيق
عُقد تحقيق في ١٢ تموز ١٨٧٣ في قاعة المحكمة بشارع ليفينغستون. وصلت ستودارد بالعربة برفقة النقيب مكونيل الساعة ١١:٠٠ صباحًا، لكن قاعة المحكمة كانت ممتلئة بالفعل منذ الساعة ١٠:٠٠، حيث كان بعضهم يعتقد أن التحقيق سيبدأ في ذلك الوقت.
لذا اضطر الحضور الذين رغبوا بحضور التحقيق إلى تحمل عدة ساعات من قضايا سرقة بسيطة، أو التنازل عن مقاعدهم لمن ينتظرون في الخارج.
```
لذلك اضطر الحضور إما للتنازل عن المواقع المميزة التي حصلوا عليها بالحضور المبكر، أو الاستماع بصبر لسماع قضايا السرقة البسيطة لمدة ساعتين.
```

```
— صحيفة نيويورك تايمز
```

رافق النقيب كينغ إلى مكتب الطبيب الشرعي وايتهيل، حيث اجتمعوا مع هيئة المحلفين للنقاش لحوالي ساعة.
بين الحين والآخر، كان الطبيب الشرعي أو أحد المحلفين يدخل قاعة المحكمة، مما يثير حماس الحاضرين لبداية التحقيق الوشيكة، لكنهم كانوا يعودون إلى مكتب الطبيب الشرعي.
في الساعة ١٣:٠٠ دخل النقيب قاعة المحكمة برفقة ماري هاندلي، مما أحدث "انطباعًا قويًا، إذ بدا أن غالبية الحضور يخلطون بين الآنسة هاندلي وكيت ستودارد".
بحلول ذلك الوقت، كان هناك تدافع للناس الراغبين في دخول القاعة، رغم أنه "لا يُسمح بالدخول إلا للصحفيين والمسؤولين وقلة مؤثرة من الخارج" إلى القاعة المكتظة.
دخل المحلفون قاعة المحكمة عبر مكتب الكاتب الساعة ١٣:١٠، وجلسوا في مقاعدهم بسرعة. دخلت كينغ القاعة بعد قليل عبر الممر الرئيسي، برفقة النقيب مكونيل ومستشارها ويليام سي. دي ويت، وسط ضجة كبيرة.

### الشهادات
قدم تسعة أشخاص شهاداتهم للمحكمة. عرفت لوسيت مايرز، التي ورد ذكرها في الصحف بخصوص الجريمة، كينغ بعدة من أسمائها المستعارة، منها كيت ستودارد، آمي سنو، آمي ستون، وآمي جيلمور؛ "كانت تسمى بجميع هذه الأسماء".
كما قامت بالتعرف على عدة مقتنيات. شهدت أدلين بابور، التي كانت مخطوبة لجودريش لأشهر قبل القتل، أن جودريش قد قدمها لكينغ، مدعيًا أن كينغ كانت أخته.
كانت ماري هاندلي شاهدة تالية، وصرحت بأنها تعرفت على كينغ عندما كانتا تسكنان معًا في شقة في ٤٥ شارع إليزابيث، بين شباط وحزيران أو تموز ١٨٧٢. في ذلك الوقت، كانت كينغ تعرف باسم كيت ستودارد، وكانت تصنع قبعات من القش. تركت كينغ بعدها منزل العاملات، ولم ترها مجددًا حتى رأت هاندلي كينغ في شارع فولتون في بروكلين، حين طلبت من ضابط القبض عليها. كانت هاندلي تعمل كمحققة لدى رئيس الشرطة كامبل في ذلك الوقت.
كانت آنا نايت رابع من أدلى بشهادته. أفادت أن كينغ كانت تستأجر غرفة في منزل تملكه والدتها في ١٢٧ شارع هاي، وكانت تدفع إيجارها البالغ ٢.٥٠ دولار أسبوعيًا بانتظام رغم ظروفها المالية "الصعبة نسبيًا".
وأشارت نايت إلى أن كينغ استخدمت الاسم المستعار ميني والتام خلال إقامتها من نيسان ١٨٧٣ حتى اعتقالها. كانت تعمل في نيويورك، أو أحيانًا تجلب العمل معها إلى المنزل.
تلا ذلك شهادة والد الضحية، ديفيد جودريش. عرّف عدة أغراض، لكنه أشار إلى أن المسدسات ذات المقبض الخشبي ليست مثل مسدس ابنه الذي كان بمقبض أبيض. وأشار أيضًا إلى أنه في شباط ١٨٧٢، قدمت له امرأة رسالة موقعة باسم آمي ج.؛ وكان قد تحقق من بعض محتويات الرسالة مع ابنه، ونصحه بأن يبتعد عن العلاقة مع كينغ.
شهد النقيب مكونيل أنه صادر صندوقًا من غرفة كينغ في شارع هاي، واحتوى على الأغراض المقدمة للمحكمة، ومسدسان، أحدهما استخدم لإطلاق الثلاث رصاصات التي قتلت الضحية. وأشار إلى أن كينغ قد أُلقي القبض عليها ونُقلت إلى مركز شرطة المنطقة الثانية ظهر الثلاثاء السابق.
ذكر تشارلز غرين أنه قضى ليلة في منزل جودريش مع كينغ، حيث كتبت الرسالة الموقعة بـ آمي ج.، وعرف الأغراض المقدمة للمحكمة.
شهد الجنرال جوردان، رئيس مجلس مفوضي الشرطة، أنه في اليوم السابق للمحاكمة، حذر كينغ "من الإدلاء بأي تصريح أمام هيئة المحلفين دون استشارة محامي".
أشار باتريك كامبل، رئيس شرطة بروكلين، إلى أن كينغ أدلت بتصريحات "حول الطريقة التي مات بها تشارلز جودريش"، وأنها طلبت أن تُدعى بـ آمي ج. أثناء استجوابها الأول في مركز الشرطة. وأضاف أنه وظف ماري هاندلي كمحققة "بسبب معرفتها الشخصية بكيت ستودارد".
وأخيرًا، استُدعي كينغ للشهادة، وعرفت عن نفسها باسم ليزي لويد كينغ، وأنها صانعة قبعات. رفضت الإدلاء بأي تعليق إضافي بخصوص جودريش بناءً على نصيحة محاميها، ثم أُعفيت من الشهادة.

### الحكم
انصرف المحلفون في الساعة 16:00، وعادوا إلى قاعة المحكمة في الساعة 16:30 ليعلنوا أن الشهادات كانت كافية لإصدار الحكم. تلقوا التعليمات المعتادة من القاضي، ثم انصرفوا للمداولات النهائية، وخلال ذلك ناقش الحضور في القاعة بصراحة النتيجة المحتملة.

في الساعة 18:00 عاد المحلفون وأصدروا الحكم:
```
"نجد أن المذكور تشارلز جودريش قد توفي جراء إصابات بطلق ناري في الرأس، أطلقتها ليزي لويد كينغ، المعروفة باسم كيت ستودارد، بنيّة إحداث الموت، في مساء 20 أو صباح 21 آذار 1873، في منزله المذكور في شارع ديغرو، بروكلين."
```

```
— صحيفة نيويورك تايمز
```

## السجن
تم تحويل كينغ إلى حراسة الشريف وكورادي في سجن المقاطعة في شارع ريموند، حيث خصص لها غرفة منفردة في الطابق الثاني. تم تعيين ثلاث نزيلات في السجن، فاني هايد، والسيدة بيرغس، والسيدة سيمونز، لمراقبتها باستمرار لمنع أي محاولة انتحار.
تم عفو عن سيمونز وبيرغس من قبل الحاكم في 19 تموز 1873، وأُفرج عنهما من السجن ومن مهام المراقبة. زارت الآنسة بالين، المخطوبة لجودريش، كينغ في 14 تموز 1873 وبقيت حتى وقت متأخر من المساء.
في تلك الفترة كانت الشرطة لا تزال تبحث عن روسكو، وأرسلت وصفًا له إلى "شرطة جميع المدن في الولايات المتحدة وكندا".
في 22 تموز 1873، زارها والدها وصهرها في السجن، مع محاميها للمحاكمة المستقبلية، أو. تي. غراي من هايد بارك. استمر الزيارة أكثر من ثلاث ساعات، ولم يُسمح لأي شخص آخر بالدخول إلى ذلك القسم من السجن. في ذلك الوقت، كانت عائلتها تقيم في ماساتشوستس.
قدم محاميها الجديد، دي. بي. تومسون، طلبًا للمحكمة في 2 آذار 1874 للإعفاء من "مزيد من التصرف في القضية"، مستندًا إلى تصرفات كينغ في إقالة العديد من المحامين السابقين، وأن "الكثير من العراقيل وُضعت في طريقهم".
رفض القاضي جيلبرت الطلب، وأمر تومسون ولو بالعمل كمحامي دفاع لكينغ. أشار تومسون إلى أنه بالرغم من أن الدفاع كان قائمًا على الجنون، "المدعى عليها ليست مجنونة الآن، لكنها كانت مجنونة وقت ارتكاب الجريمة، إن ثبت وقوع أي جريمة".
أثناء وجودها في السجن، اعتُبرت ذات سلوك طبيعي:
```
"يستمر سلوكها في السجن بدون أي تصرفات غريبة ملحوظة، رغم أنه يُشاع سرًا بين صفوف الشرطة الدنيا أن السجينة مجنونة."
```

```
— صحيفة نيويورك تايمز
```

قيل أيضًا إنها "تتظاهر بالتدين الشديد"، وكانت تقرأ الكتاب المقدس وكتاب الصلاة الأسقفية.

## التحويل إلى مستشفى الأمراض العقلية الحكومية
فحص الدكتور تشارلز كوري كينغ في مايو 1874 لتقييم حالتها النفسية، وفي 21 تموز 1874 تم تحويلها إلى مستشفى الأمراض العقلية الحكومية في أوبورن، نيويورك. كانت كينغ قد أعربت عن تفضيلها للمستشفى الجديد في بوكبسي، وأرادت البقاء في سجن شارع ريموند حتى يكتمل بناء ذلك المنشأ.
في 14 تموز 1874 أرسل المدعي العام رسالة يطلب فيها معلومات عن وضع منشأة بوكبسي، وما إذا كانت ستقبل المرضى.
انتهى تحقيق المحكمة في حالتها العقلية في 15 تموز 1874، وخلص إلى أنها غير صالحة للمحاكمة، وأنه سيتم إصدار أمر تحويل بناءً على رد منشأة بوكبسي. حتى بعد إرسالها إلى أوبورن، سألت ما إذا كان يمكن نقلها إلى منشأة بوكيبسي عند اكتمال بنائها: "إذا ذهبت إلى أوبورن الآن، أود أن أعرف إن كان يمكن نقلي إلى بوكيبسي بمجرد توفر مكان لي هناك".
واصلت قراءة القصص عنها، بل أرسلت رسائل شكاوى إلى الصحف بشأن الأخطاء في التقارير التي قرأتها.
في 17 تموز 1874، اعترضت على صياغة إعلان التحويل الصادر عن القاضي مور، مشيرة إلى أنه أساء تمثيل لائحة الاتهام الصادرة عن هيئة المحلفين من التحقيق:
"أود أن ألفت انتباه سيادتكم إلى صياغة تحويلكم لي في صحف الأمس. جاء فيها أنني وُجهت لي تهمة 'قتلت وأصبت تشارلز جودريش بشكل فاعل ومتعمد وبنية مسبقة'. رجاءً، سيادة القاضي، كنت حاضرة عندما قرئت لائحة الاتهام في تموز 1873، وكانت تقول: 'توفي تشارلز جودريش جراء إصابات بطلق ناري في الرأس، أُطلقت بنية إحداث الموت.'"
— صحيفة نيويورك تايمز
ذكر تقرير مشترك في صحيفة أوسويغو ديلي تايمز بتاريخ 18 أيار 1880 أن كينغ في المستشفى كتبت رسالة غريبة:
```
"… بقص حروف منفصلة من كتاب زودتها به الجمعية الأمريكية للكتاب المقدس. رتبت هذه الحروف بحيث شكلت رسالة قابلة للقراءة، ثم غرّزت حرفًا حرفًا، كلمة كلمة، جملة جملة، حتى غطت ورقتين كاملتين (كلا الجانبين). حتى التعليمات على الظرف كانت منسوجة بنفس الطريقة. لجأت إلى هذه الطريقة لأنها محرومة من الأقلام، والحبر، والورق، والسكين، والمقصات."
```

```
— أوسويغو ديلي تايمز
```

كانت كينغ تنتقد قانون "الجنون" في ولاية نيويورك الذي يسمح بإرسال من يُتهم بجريمة، دون إدانة، إلى مستشفى الأمراض العقلية. واعتبرت هذا القانون غير قانوني بأثر رجعي. أُرسلت الرسالة إلى ألونزو بي. كورنيل، حاكم نيويورك.

## النتائج
كان سكان الحي قلقين من "الارتباطات غير السارة" لاسم شارعهم مع جريمة القتل، فخلال أيام قدموا عريضة لتغيير اسمه إلى "لينكولن بليس"، تكريمًا لإبراهام لينكولن. تم تغيير اسم الشارع، الذي يقع بين الجادة الخامسة والجادة السادسة، من شارع ديغرو إلى لينكولن بليس في 15 نيسان 1873 من قبل مجلس بلدية بروكلين.
وفي النهاية، تم إعادة تسمية الجزء المتبقي من الشطر الشرقي، الذي يمتد إلى حديقة بروسبيكت، إلى لينكولن بليس أيضًا.
في أيار 1873، رفع والد جودريش دعوى قضائية ضد السيدة فينلاي من جزيرة ستاتين. كان هناك اتفاق ظاهر لتبادل منازل البراونستون التي يملكها تشارلز جودريش مقابل السفينة الشراعية "هاتي هاسكت" التي تملكها فينلاي.
رُفضَت الدعوى لأنها وُقعت من قبل زوج فينلاي، الذي "لم يُظهر أنه وكيل مفوض عن زوجته".
بحلول عام 1874، قدمت هاندلي طلبًا للمطالبة بمكافأة قدرها 1000 دولار عرضها مجلس بلدية بروكلين في حزيران 1873. وبعد أن استمعت لجنة القانون في المجلس إلى شهادة هاندلي في 24 تشرين الثاني 1874، وتأكيدات من باتريك كامبل والجنرال جوردان، أصدرت اللجنة قرارًا يوصي بدفع تلك المكافأة؛ وكان من المقرر أن تقدم اللجنة القرار للمجلس عند اجتماعهم القادم.
في كتاب "نساء يقتلن"، تجادل آن جونز بأن النساء مثل ليزي لويد كينغ، اللواتي يخضعن من الطفولة ثم يتخلّى عنهن أزواجهن، قادرات على ارتكاب جرائم لم يكن بإمكانهن القيام بها لولا ذلك، بهدف تجنب الوقوع في الفقر.
```
"قصصهن متشابهة تقريبًا. مثل أميليا نورمان وكما هو الحال مع الفتاة المغرية والمتروكة النموذجية التي رسمتها صفحات مجلة الأفوكيت، كانت كل هؤلاء النساء شابات وفقيرات ومن دون أصدقاء وبريئات."
```

```
— نساء يقتلن، الصفحة 153
```

أورد تقرير صحفي في عام 1889 عن تشارلز مك إلفين، الذي قتل بائع مواد غذائية، حادثة قتل جودريش، مشيرًا خطأ إلى أن ستودارد "ظلت مختبئة لأكثر من ستة أشهر" في حين أنها كانت ثلاثة أشهر ونصف فقط.
كان من شاركوا في القضية يستذكرونها بعد سنوات. ففي عام 1895، خلال حديثه مع ضباط في مقر الشرطة بعد إعلان تقاعده، تحدث باتريك كامبل عن الولاء اللازم لأداء الواجبات الشرطية، مستشهداً بقضية كينغ كمثال بارز على ذلك الولاء:
```
"هنا يأتي دور ولاء النقباء. كان سيكون موتًا لي لو فشلت. كانت الجماعة ستثور ضدي بسبب التدخل في الحقوق الشخصية. لا أظن أنني كنت سأستطيع العيش في هذه المدينة لو لم تكن ناجحة. هذه القضية مثال على ولائكم لي. لقد اختبرت ولاءكم، وأقول لكم إنني لن أنساكم ما دمت حيًا."
```

```
— صحيفة نيويورك تايمز
```

في مقابلة عام 1906 مع صحيفة بروكلين ديلي ستاندرد يونيون، روى كامبل، الذي كان عمره 80 عامًا آنذاك، بعضًا من قضاياه الأبرز. كان رئيس شرطة بروكلين من 1870 حتى 1895، واعتبر قضية كيت ستودارد "قضية عظيمة". ورغم أنه سرد بدقة العديد من التفاصيل، قال أيضًا "لأنها لم تحاول الهروب، قبضنا عليها بسهولة".
بعد أن أُرسلت إلى المستشفى في 1874، لم يعد يتابع أمرها. "قضت لجنة بأنها مجنونة وأُرسلت إلى مستشفى الأمراض العقلية. ربما لا تزال على قيد الحياة، حسب علمي."

### قراءة إضافية
كلوديا بارنيت. رقم 731 شارع ديجرو، بروكلين، أو أخت إيميلي ديكنسون: مسرحية من فصلين . بيتسبرغ: مطبعة جامعة كارنيجي ميلون، 2015.

ليونارد برناردو وجنيفر فايس. بروكلين بالاسم: كيف حصلت الأحياء والشوارع والحدائق والجسور وغيرها على أسمائها (2006) نيويورك: مطبعة جامعة نيويورك.